# ماكنيل لمنتجات الرعاية الصحية
شركة ماكنيل لمنتجات الرعاية الصحية (بالإنجليزية: McNeil Consumer Healthcare)‏ هي شركة أمريكية مختصة بالمنتجات الطبية تتبع مجموعة شركات جونسون آند جونسون للرعاية الصحية.

## تاريخ الشركة
أول تأسيس للشركة كانت على شكل صيدلية اشتراها روبرت ماكنيل في 16 مارس 1879 وكان يبلغ حينها 23 سنة، حيث قام بشراء صيدلية بكامل محتوياتها من دواليب وبضائع وآلة صودا بمبلغ 167 دولار. وكانت الصيدلية في منطقة كنغسنعتون في فيلادلفيا في ولاية بنسيلفانيا. وقد تخرج روبرت ماكنيل من كلية الصيدلة والعلوم من جامعة العلوم في فيلادلفيا.
في عام 1904 انضم ابن روبرت ماكنيل وهو روبرت لنكولن ماكنيل إلى الشركة ثم أسس مع والده مختبرات ماكنيل (بالإنجليزية: McNeil Laboratories)‏ في عام 1933. ركزت هذه الشركة على التسويق المباشر للأدوية إلى الصيدليات والأطباء والمستشفيات.
بدأ تطوير منتجات الباراسيتامول تحت إشراف روبرت لنكولن ماكنيل الإبن الذي كان يشغل منصب مدير الشركة. فصنعت الشركة في عام 1953 شراب ألغوسون (Algoson) الذي يحتوي على باراسيتامول وبوتاباربيتال الصوديوم، ثم شراب تايلينول (Tylenol) الذي كان يحتوي على باراسيتامول فقط.
في عام 1959، استحوذت شركة جونسون آند جونسون على مختبرات ماكنيل.
في عام 1960، استطاعت الشركة تسويق تايلينول ليباع بدون وصفة لأول مرة.
في عام 1961، انتقل مقر الشركة إلى فورت واشنطن، بنسيلفانيا.
في عام 1977، تأسست شركتان وهي شركة ماكنيل للمنتجات الطبية (بالإنجليزية: McNeil medicals products)‏ التي كانت تركز على أدوية الوصفات وشركة ماكنيل للمنتجات الاستهلاكية أو لمنتجات الرعاية الصحية (بالإنجليزية: McNeil Consumer Products Company أو McNeil Consumer Healthcare)‏.
في عام 1982 قتل سبعة اشخاص في شيكاغو بسبب تعاطيهم تايلينول أنتجته شركة ماكنيل وقد تم العبث بها بعد التصنيع، ووضعها على أرفف المتاجر.
في عام 1993، اندمجت مع أورثو للأدوية لتأسيس شركة أورثو-ماكنيل للأدوية.
في عام 2001، تغير اسم شركة ماكنيل للمنتجات الاستهلاكية إلى شركة ماكنيل للمنتجات الطبية الاستهلاكية والمتخصصة (بالإنجليزية: McNeil Consumer & Specialty medicals products)‏ لكن تغير اسمها لاحقا إلى شركة ماكنيل لمنتجات الرعاية الصحية.
في عام 2005، استحوذت بروكتر وغامبل على شركة جيليت، لكن لجنة التجارة الفيدرالية طلبت من جيليت التخلص من معجون أسنان رامبرانت. لذلك فقد باعته إلى شركة ماكنيل.
 وقد تجاوزت مبيعات معجون أسنان رامبرانت في ذلك العام 100 مليون دولار.
يوجد مقر للشركة في كندا في مدينة ماركام في أونتاريو.